# NGC 681
NGC 681 je galaksija u zviježđu Kit.

## Vanjske poveznice
- SEDS: NGC 0681